# Glycyphana lasciva
Glycyphana lasciva är en skalbaggsart som beskrevs av Thomson 1858. Glycyphana lasciva ingår i släktet Glycyphana och familjen Cetoniidae. Inga underarter finns listade i Catalogue of Life.